# Club de Fútbol Fuenlabrada
Il Club de Fútbol Fuenlabrada è una società calcistica con sede presso Fuenlabrada, nella Comunità di Madrid, in Spagna. Milita in Primera División RFEF, la terza divisione del campionato spagnolo.

## Tornei nazionali
- 1ª División: 0 stagioni
- 2ª División: 3 stagioni
- 2ª División B: 19 stagioni
- 3ª División: 14 stagioni

## Stagioni
| Stagioni | Categoria | Posizione |
| -------- | --------- | --------- |
| 1975–86  | Regional  | —         |
| 1986/87  | 3ª        | 18°       |
| 1987/88  | 3ª        | 6°        |
| 1988/89  | 3ª        | 5°        |
| 1989/90  | 3ª        | 2°        |
| 1990/91  | 3ª        | 2°        |
| 1991/92  | 3ª        | 10°       |
| 1992/93  | 3ª        | 1°        |
| 1993/94  | 3ª        | 2°        |
| 1994/95  | 2ªB       | 16°       |
| 1995/96  | 2ªB       | 11°       |
| 1996/97  | 2ªB       | 6°        |
| 1997/98  | 2ªB       | 9°        |
| 1998/99  | 2ªB       | 8°        |
| 1999/00  | 2ªB       | 13°       |
| 2000/01  | 2ªB       | 16°       |
| 2001/02  | 3ª        | 5°        |

| Stagioni | Categoria | Posizione |
| -------- | --------- | --------- |
| 2002/03  | 3ª        | 3°        |
| 2003/04  | 2ªB       | 9°        |
| 2004/05  | 2ªB       | 16°       |
| 2005/06  | 2ªB       | 6°        |
| 2006/07  | 2ªB       | 10°       |
| 2007/08  | 2ªB       | 18°       |
| 2008/09  | 3ª        | 10°       |
| 2009/10  | 3ª        | 5°        |
| 2010/11  | 3ª        | 8°        |
| 2011/12  | 3ª        | 1°        |
| 2012/13  | 2ªB       | 6°        |
| 2013/14  | 2ªB       | 6°        |
| 2014/15  | 2ªB       | 12°       |
| 2015/16  | 2ªB       | 11°       |
| 2016/17  | 2ªB       | 3°        |
| 2017/18  | 2ªB       | 3°        |
| 2018/19  | 2ªB       | 1°        |
| 2019/20  | 2ª        |           |

## Organico

### Rosa 2024-2025
Rosa aggiornata al 15 luglio 2024.
| N. |                    | Ruolo | Calciatore         |
| -- | ------------------ | ----- | ------------------ |
| 2  | Spagna (bandiera)  | D     | Carlos Vigaray     |
| 3  | Spagna (bandiera)  | D     | Juan Durán         |
| 4  | Spagna (bandiera)  | D     | Alejandro Sotillos |
| 5  | Spagna (bandiera)  | D     | Manu Lama          |
| 6  | Spagna (bandiera)  | D     | Álvaro García      |
| 7  | Spagna (bandiera)  | C     | Raúl Hernández     |
| 8  | Spagna (bandiera)  | C     | Cristóbal Márquez  |
| 9  | Spagna (bandiera)  | A     | Diego Gómez        |
| 10 | Spagna (bandiera)  | C     | Álvaro Bravo       |
| 11 | Brasile (bandiera) | C     | William de Camargo |
| 12 | Ghana (bandiera)   | C     | Stephen Buer       |
| 13 | Spagna (bandiera)  | P     | Javier Belman      |
| 14 | Spagna (bandiera)  | D     | Álvaro Barbosa     |
| 15 | Spagna (bandiera)  | C     | Aarón Sánchez      |
| 16 | Francia (bandiera) | D     | David Alba         |

| N. |                          | Ruolo | Calciatore       |
| -- | ------------------------ | ----- | ---------------- |
| 17 | Spagna (bandiera)        | C     | Fer Ruiz         |
| 19 | Francia (bandiera)       | A     | Ilies Faure      |
| 20 | Spagna (bandiera)        | A     | Sergio Benito    |
| 21 | Spagna (bandiera)        | D     | Maxim Fernández  |
| 22 | Taipei cinese (bandiera) | C     | Yuan Yung-cheng  |
| 23 | Spagna (bandiera)        | C     | Ale Galindo      |
| 24 | Francia (bandiera)       | P     | Lucas Giffard    |
| 26 | Francia (bandiera)       | C     | Hugo Jerome Hilt |
| 29 | Spagna (bandiera)        | C     | Carlos Benítez   |
| 32 | Spagna (bandiera)        | D     | Samu Rodríguez   |
| 37 | Spagna (bandiera)        | C     | Javi Currás      |
| 40 | Spagna (bandiera)        | C     | Adal Hernando    |
|    | Spagna (bandiera)        | D     | Ismael Casas     |
|    | Belgio (bandiera)        | P     | Álex Craninx     |
|    | Marocco (bandiera)       | C     | Bilal Ouacharaf  |

### Rosa 2023-2024
Rosa aggiornata al 8 marzo 2024.
| N. |                    | Ruolo | Calciatore         |
| -- | ------------------ | ----- | ------------------ |
| 1  | Spagna (bandiera)  | P     | Javi Díaz          |
| 2  | Spagna (bandiera)  | D     | Carlos Vigaray     |
| 3  | Spagna (bandiera)  | D     | Juan Durán         |
| 4  | Spagna (bandiera)  | D     | Alejandro Sotillos |
| 5  | Spagna (bandiera)  | D     | Manu Lama          |
| 6  | Spagna (bandiera)  | D     | Álvaro García      |
| 7  | Spagna (bandiera)  | C     | Raúl Hernández     |
| 8  | Spagna (bandiera)  | C     | Cristóbal Márquez  |
| 9  | Spagna (bandiera)  | A     | Diego Gómez        |
| 10 | Spagna (bandiera)  | C     | Álvaro Bravo       |
| 11 | Brasile (bandiera) | C     | William de Camargo |
| 12 | Ghana (bandiera)   | C     | Stephen Buer       |
| 13 | Spagna (bandiera)  | P     | Javier Belman      |
| 14 | Spagna (bandiera)  | D     | Álvaro Barbosa     |
| 15 | Spagna (bandiera)  | C     | Aarón Sánchez      |

| N. |                          | Ruolo | Calciatore       |
| -- | ------------------------ | ----- | ---------------- |
| 16 | Francia (bandiera)       | D     | David Alba       |
| 17 | Spagna (bandiera)        | C     | Fer Ruiz         |
| 19 | Francia (bandiera)       | A     | Ilies Faure      |
| 20 | Spagna (bandiera)        | A     | Sergio Benito    |
| 21 | Spagna (bandiera)        | D     | Maxim Fernández  |
| 22 | Taipei cinese (bandiera) | C     | Yuan Yung-cheng  |
| 23 | Spagna (bandiera)        | C     | Ale Galindo      |
| 24 | Francia (bandiera)       | P     | Lucas Giffard    |
| 26 | Francia (bandiera)       | C     | Hugo Jerome Hilt |
| 29 | Spagna (bandiera)        | C     | Carlos Benítez   |
| 32 | Spagna (bandiera)        | D     | Samu Rodríguez   |
| 37 | Spagna (bandiera)        | C     | Javi Currás      |
| 40 | Spagna (bandiera)        | C     | Adal Hernando    |
|    | Belgio (bandiera)        | P     | Álex Craninx     |
|    | Marocco (bandiera)       | C     | Bilal Ouacharaf  |

### Rosa 2022-2023
Rosa aggiornata al 21 gennaio 2023.
| N. |                               | Ruolo | Calciatore                |
| -- | ----------------------------- | ----- | ------------------------- |
| 2  | Spagna (bandiera)             | D     | Pol Valentín              |
| 3  | Spagna (bandiera)             | D     | Álvaro Bravo              |
| 4  | Spagna (bandiera)             | D     | Alejandro Sotillos        |
| 5  | Spagna (bandiera)             | D     | Juanma Marrero (capitano) |
| 6  | Guinea Equatoriale (bandiera) | A     | Ibán                      |
| 8  | Spagna (bandiera)             | C     | Cristóbal Márquez         |
| 9  | Spagna (bandiera)             | A     | Diego García              |
| 10 | Brasile (bandiera)            | C     | Anderson                  |
| 11 | Francia (bandiera)            | A     | Abou Kanté                |
| 12 | Spagna (bandiera)             | D     | Tachi                     |
| 15 | Spagna (bandiera)             | D     | Rubén Pulido              |
| 16 | Francia (bandiera)            | C     | Brahim Konaté             |
| 17 | Spagna (bandiera)             | D     | Adrián Diéguez            |

| N. |                    | Ruolo | Calciatore         |
| -- | ------------------ | ----- | ------------------ |
| 18 | Senegal (bandiera) | C     | Mohamed Diamé      |
| 19 | Spagna (bandiera)  | D     | Mikel Iribas       |
| 20 | Spagna (bandiera)  | D     | Sergio Cubero      |
| 21 | Spagna (bandiera)  | C     | Adrián González    |
| 22 | Nigeria (bandiera) | C     | Mikel Agu          |
| 23 | Spagna (bandiera)  | C     | Jano               |
| 25 | Marocco (bandiera) | A     | Mohamed Bouldini   |
| 26 | Spagna (bandiera)  | P     | Diego Altube       |
| 27 | Spagna (bandiera)  | A     | David Amigo        |
| 28 | Italia (bandiera)  | D     | Paolo Gozzi        |
| 29 | Spagna (bandiera)  | C     | Damián Cáceres     |
| 31 | Spagna (bandiera)  | P     | Javier Belman      |
| 38 | Spagna (bandiera)  | P     | Miguel Ángel Morro |

### Rosa 2021-2022
Rosa aggiornata al 29 maggio 2022.
| N. |                               | Ruolo | Calciatore                |
| -- | ----------------------------- | ----- | ------------------------- |
| 2  | Spagna (bandiera)             | D     | Pol Valentín              |
| 3  | Spagna (bandiera)             | D     | Álvaro Bravo              |
| 4  | Spagna (bandiera)             | D     | Alejandro Sotillos        |
| 5  | Spagna (bandiera)             | D     | Juanma Marrero (capitano) |
| 6  | Guinea Equatoriale (bandiera) | A     | Ibán                      |
| 8  | Spagna (bandiera)             | C     | Cristóbal Márquez         |
| 9  | Ucraina (bandiera)            | A     | Roman Zozulja             |
| 10 | Brasile (bandiera)            | C     | Anderson                  |
| 11 | Francia (bandiera)            | A     | Abou Kanté                |
| 12 | Spagna (bandiera)             | D     | Tachi                     |
| 15 | Spagna (bandiera)             | D     | Rubén Pulido              |
| 16 | Francia (bandiera)            | C     | Brahim Konaté             |
| 17 | Spagna (bandiera)             | D     | Adrián Diéguez            |

| N. |                    | Ruolo | Calciatore         |
| -- | ------------------ | ----- | ------------------ |
| 18 | Senegal (bandiera) | C     | Mohamed Diamé      |
| 19 | Spagna (bandiera)  | D     | Mikel Iribas       |
| 20 | Spagna (bandiera)  | C     | Javier Ontiveros   |
| 21 | Spagna (bandiera)  | C     | Adrián González    |
| 22 | Nigeria (bandiera) | C     | Mikel Agu          |
| 23 | Spagna (bandiera)  | C     | Jano               |
| 25 | Marocco (bandiera) | A     | Mohamed Bouldini   |
| 26 | Spagna (bandiera)  | P     | Diego Altube       |
| 27 | Spagna (bandiera)  | A     | David Amigo        |
| 28 | Italia (bandiera)  | D     | Paolo Gozzi        |
| 29 | Spagna (bandiera)  | C     | Damián Cáceres     |
| 31 | Spagna (bandiera)  | P     | Javier Belman      |
| 38 | Spagna (bandiera)  | P     | Miguel Ángel Morro |

### Rosa 2020-2021
Rosa aggiornata al 7 gennaio 2021.
| N. |                               | Ruolo | Calciatore                |
| -- | ----------------------------- | ----- | ------------------------- |
| 1  | Spagna (bandiera)             | P     | Pol Freixanet             |
| 2  | Spagna (bandiera)             | D     | Pol Valentín              |
| 3  | Spagna (bandiera)             | D     | Antonio Glauder           |
| 4  | Spagna (bandiera)             | D     | Alejandro Sotillos        |
| 5  | Spagna (bandiera)             | D     | Juanma Marrero (capitano) |
| 6  | Guinea Equatoriale (bandiera) | A     | Ibán                      |
| 7  | Spagna (bandiera)             | A     | Álex Mula                 |
| 8  | Spagna (bandiera)             | C     | Cristóbal Márquez         |
| 9  | Senegal (bandiera)            | A     | Sekou Gassama             |
| 10 | Francia (bandiera)            | C     | Randy Nteka               |
| 11 | Francia (bandiera)            | A     | Abou Kanté                |
| 13 | Serbia (bandiera)             | P     | Dragan Rosić              |
| 14 | Spagna (bandiera)             | A     | Pinchi                    |
| 16 | Spagna (bandiera)             | D     | Moi Delgado               |
| 17 | Spagna (bandiera)             | D     | Adrián Diéguez            |

| N. |                      | Ruolo | Calciatore     |
| -- | -------------------- | ----- | -------------- |
| 18 | Argentina (bandiera) | A     | Franchu        |
| 19 | Spagna (bandiera)    | D     | Mikel Iribas   |
| 20 | Perù (bandiera)      | C     | Aldair Fuentes |
| 21 | Spagna (bandiera)    | C     | Álvaro Aguado  |
| 22 | Senegal (bandiera)   | C     | Pathé Ciss     |
| 23 | Spagna (bandiera)    | C     | Jano           |
| 25 | Spagna (bandiera)    | C     | Pedro León     |
| 26 | Spagna (bandiera)    | D     | Rubén Pulido   |
| 27 | Ghana (bandiera)     | A     | Tahiru Awudu   |
| 29 | Spagna (bandiera)    | C     | Damián Cáceres |
| 30 | Spagna (bandiera)    | P     | Álvaro Ruvira  |
| 31 | Spagna (bandiera)    | P     | Javier Belman  |
| 33 | Spagna (bandiera)    | D     | Luis Peteiro   |
| 35 | Spagna (bandiera)    | C     | Guti           |

### Rosa 2019-2020
Rosa aggiornata al 5 febbraio 2020
| N. |                               | Ruolo | Calciatore        |
| -- | ----------------------------- | ----- | ----------------- |
| 3  | Spagna (bandiera)             | D     | Cristian Glauder  |
| 4  | Spagna (bandiera)             | D     | David Prieto      |
| 5  | Spagna (bandiera)             | D     | Juanma            |
| 6  | Guinea Equatoriale (bandiera) | C     | Ibán Salvador     |
| 7  | Spagna (bandiera)             | C     | Hugo Fraile       |
| 8  | Spagna (bandiera)             | C     | Cristóbal Márquez |
| 9  | Perù (bandiera)               | A     | Jeisson Martínez  |
| 10 | Francia (bandiera)            | C     | Randy Nteka       |
| 11 | Spagna (bandiera)             | C     | Javi Gómez        |
| 13 | Spagna (bandiera)             | P     | Pol Freixanet     |
| 14 | Spagna (bandiera)             | C     | Pablo Clavería    |
| 15 | Spagna (bandiera)             | D     | Chico             |

| N. |                    | Ruolo | Calciatore         |
| -- | ------------------ | ----- | ------------------ |
| 17 | Spagna (bandiera)  | A     | José Rodríguez     |
| 18 | Spagna (bandiera)  | D     | José León          |
| 19 | Spagna (bandiera)  | D     | Mikel Iribas       |
| 20 | Angola (bandiera)  | C     | Anderson Emanuel   |
| 21 | Spagna (bandiera)  | A     | Oriol Riera        |
| 22 | Senegal (bandiera) | C     | Pathé Ciss         |
| 23 | Spagna (bandiera)  | C     | José Fran          |
| 24 | Spagna (bandiera)  | A     | Caye Quintana      |
| 26 | Spagna (bandiera)  | D     | Alejandro Sotillos |
| 27 | Spagna (bandiera)  | D     | Dani Fernández     |
| 28 | Spagna (bandiera)  | C     | Alberto            |
| 32 | Spagna (bandiera)  | P     | Joan Femenías      |

## Palmarès

### Competizioni nazionali
- Segunda División B: 1

2018-2019 (gruppo 1)
- Tercera División:

1992-1993, 2011-2012

### Altri piazzamenti
- Tercera División:

Secondo posto: 1989-1990, 1990-1991, 1993-1994
Terzo posto: 2002-2003
- Copa Federación de España:

Finalista: 2016-2017